# William McCool
William Cameron McCool, detto Willie (San Diego, 23 settembre 1961 – Texas, 1º febbraio 2003), è stato un astronauta statunitense vittima dell'incidente dello Shuttle Columbia.

## Biografia
McCool è nato in California. Pilota di caccia d'attacco dell Marina degli USA, divenne in seguito pilota collaudatore della Marina statunitense a Patuxent River. Era sposato ed aveva un figlio. Gli piaceva correre, andare in mountain bike, andare in campeggio, nuotare, suonare la chitarra e giocare a scacchi. La sua canzone preferita era Imagine di John Lennon che suonò durante la missione spaziale. Nel 1983 conseguì un bachelor of science in scienza applicata dall'Accademia Navale degli Stati Uniti d'America. Nel 1985 ha conseguito un master in informatica presso l'Università del Maryland.
È stato selezionato dalla NASA nell'aprile 1996. Dopo aver completato due anni di addestramento è stato qualificato come pilota dello Space Shuttle. È stato assegnato alla missione STS-107 conclusasi tragicamente nel 2003. McCool è stato sepolto presso il cimitero di Gran View, ad Anacortes, Washington.